# Демонстрация (публичное мероприятие)

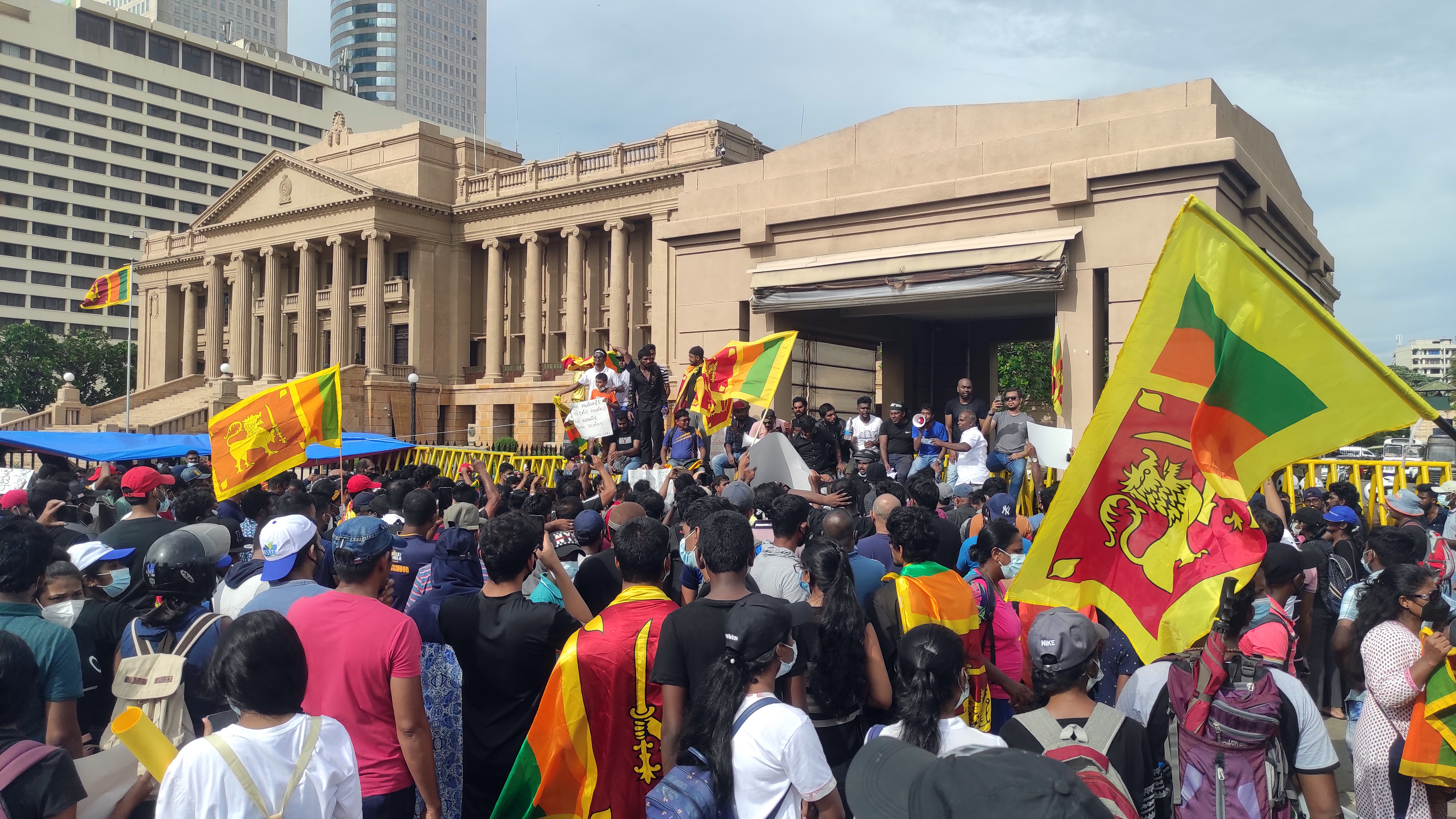
Демонстрации в Шри-Ланке (2022)

Демонстра́ция (лат. demonstratio — объяснение чего на деле, с указанием на предмет и все частности его), также манифеста́ция — массовое шествие как публичное выражение общественно-политических настроений.

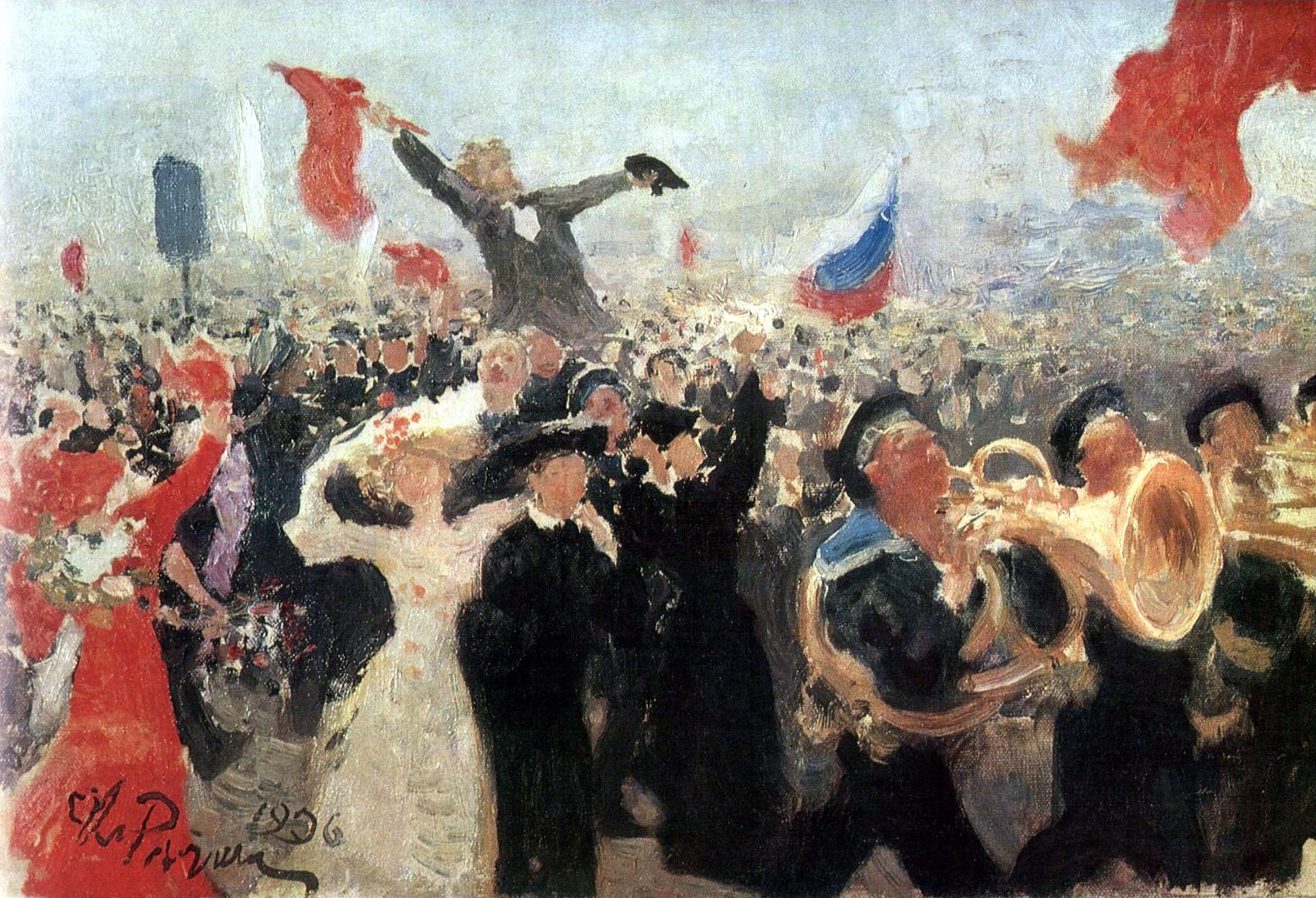
Картина И. Е. Репина «Манифестация 17 октября 1905 года» (эскиз).

К демонстрациям относятся устройства процессий, шествий, митингов, банкетов, служения панихид, подачи адресов, петиций и прочее.

## История

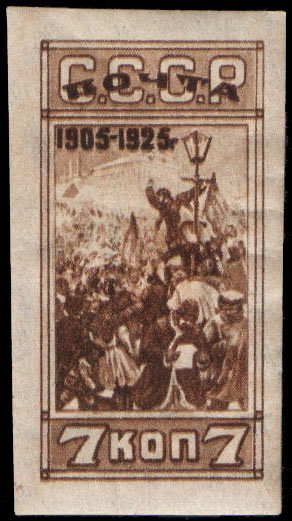
Почтовая марка СССР, посвящённая 20-ти летию первой русской революции. Митинг

В Российской империи демонстрации применялись во время революции 1905 года, а после установления Советской власти стали регулярными мероприятиями, организуемыми государством. Вместе с тем существовали и оппозиционные демонстрации (см. Демонстрация 25 августа 1968 года).
В советское время в СССР во всех городах на главных площадях политические демонстрации с транспарантами перед стоящими на трибунах первыми лицами власти проводились в организованном со стороны администрации и партийных органов порядке в честь Первомая и в День Великой Октябрьской социалистической революции ежегодно, а также в День Победы по юбилейным годам и по случаям особых отдельных событий и праздников (напр., полёт Гагарина, присвоение городу ордена и тому подобное). Главное шествие проходило в Москве на Красной площади. Подобные демонстрации проходили в других социалистических странах и проходят ныне в КНР, КНДР.
В постсоветское время политические демонстрации сменились, как правило, торжественными и театрализованными шествиями. Форма проведения мероприятия как демонстрации с транспарантами иногда используется для неполитических целей — например, в этом виде проходит ежегодное художественное мероприятие-хэппенинг молодёжи разных городов России, монстрация.
В США крупнейшая в истории страны антивоенная демонстрация состоялась 12 июня 1982 года в городе Нью-Йорк, в ней участвовал 1 млн. человек (представители 300 политических партий, религиозных объединений и общественных организаций).

## Виды и типы
Формы (виды и типы) демонстраций:
- Парад
- Одиночная демонстрация (пикетирование)
- Сидячая демонстрация.

## Регулирование демонстраций
Законы, устанавливающие правила проведения демонстраций и наказания за их нарушение, различаются в зависимости от страны.

### Великобритания
Основным актом, регулирующим вопросы обеспечения общественного порядка при проведении массовых мероприятий, является «Закон об общественном порядке (в редакции от 1986 года)». В соответствии с ним организаторы должны минимум за шесть суток направить в соответствующий полицейский участок уведомление о проведении шествия, указав маршрут и предполагаемое количество участников. Для предотвращения возможных беспорядков правоохранительные органы могут потребовать изменить место и время акции. За несоблюдение согласованных условий (или подстрекательство к этому) для организаторов установлено наказание в виде лишения свободы до трех месяцев или штраф до £2500 (€2700). Участники акции за невыполнение распоряжения полиции могут быть оштрафованы на сумму до £1000 (чуть более €1000).
В случае, если начальник полиции полагает, что упомянутых требований недостаточно для предотвращения серьёзного нарушения общественного порядка, он может подать местным властям заявление о запрете всех массовых собраний и шествий в данном округе на срок до трёх месяцев. Местные власти могут принять такое заявление с согласия государственного секретаря.

### Германия
Согласно статье 8 Основного закона Германии, все немцы имеют право собираться мирно и без оружия без предварительного уведомления или разрешения; в случае собраний на открытом воздухе это право может быть ограничено законом.
«Закон о собраниях и шествиях (в редакции от 2008 года)» устанавливает, что организаторы должны заявить о мероприятии в органы местного самоуправления минимум за 48 часов до даты начала. Власти могут запретить его, если оно может привести к серьёзным нарушениям общественного порядка. Не разрешаются манифестации возле исторических мест, связанных с нацистским режимом. За нарушение запрета и за подстрекательство к проведению несанкционированной акции полагается лишение свободы сроком до года или денежный штраф. Если акция не соответствует заявленным целям, её руководители могут быть осуждены на срок до шести месяцев или заплатить штраф в размере 180 дневных зарплат. Во время акции запрещается иметь при себе оружие или предметы, которые могут быть использованы в этом качестве. За нарушение этого правила предусмотрен тюремный срок до года. По закону запрещается приходить на демонстрацию «в какой-либо униформе или единообразной одежде, демонстрирующей единое политическое мировоззрение», такое поведение карается тюремным сроком до двух лет.
Законодательство ФРГ в отдельных случаях допускает проведение так называемых спонтанных публичных выступлений граждан, но при этом особо оговаривается, что такие мероприятия не должны планироваться заранее, в противном случае они в обязательном порядке подлежат запрету или пресечению. Полиция незамедлительно запрещает проведение «спонтанной» демонстрации, если её организаторы раздают печатные материалы или используют заготовленные заранее плакаты, транспаранты.

### Испания
Статья 21 Конституции Испании устанавливает право на мирные собрания без оружия без предварительного разрешения. В случае проведения собрания в местах общественного транспорта или демонстраций предварительное уведомление подаётся властям. Власти могут запретить проведение собрания только в случае веских оснований ожидать нарушения общественного порядка, создания угрозы для людей и имущества.
Органический закон 9/1983, реализующий конституционное право на мирные собрания, устанавливает, что никакая встреча не подлежит режиму предварительного разрешения. При проведении собрания в местах общественного транспорта и демонстраций организатор должен подать уведомление властям в срок от 10 до 30 дней. В исключительных случая допускается подача уведомления за 24 часа до проведения собрания. Власти могут запретить, приостановить или прервать собрание в случае если оно считается незаконным в соответствии с уголовным законодательством, либо при нарушении общественного порядка с опасностью для людей или имущества, либо когда участники используют военизированную форму. В случае проведения собрания без предварительного уведомления административная ответственность наступает для организаторов, но не для участников.

### Италия
Статья 17 Конституции Италии устанавливает, что граждане имеют право собираться мирно и без оружия. Для собраний в местах, открытых для публики, уведомление не требуется. Для собраний в общественных местах уведомление должно быть подано властям, которые могут запретить его только по доказанным причинам общественной безопасности.
«Закон об охране общественного порядка от 1975 года (с последующими поправками)» устанавливает, что активисты, намеревающиеся провести шествие, должны подать запрос в полицию минимум за три дня. Участники мероприятий, в проведении которых было отказано, могут быть оштрафованы на сумму от €206 до €413 или подвергнуться заключению на срок от одного до 12 месяцев. За проведение мероприятия без уведомления полиции полагается штраф от €103 до €413 или лишение свободы на срок до шести месяцев.

### Франция
Во Франции уведомление о проведении митинга подаётся в мэрию муниципалитета (в Париже — в префектуру полиции) не позднее чем за три дня и не ранее 15 дней до проведения демонстрации. При этом указываются имена и адреса организаторов демонстрации, время, место и маршрут следования. В случае нарушений заявленных условий установлен штраф организаторам до €7500 и тюремный срок до шести месяцев. Несанкционированные собрания, если их участники не отреагировали на требования властей разойтись, могут быть разогнаны силами правопорядка. В соответствии с уголовным кодексом Франции, полиция может применить силу без предварительного предупреждения, если насильственные действия направлены против сотрудников правоохранительных органов или если нет других способов восстановить общественный порядок. Повторно задержанным за массовые беспорядки, грозит штраф до €15000 и лишение свободы до одного года. Вооружённые участники акций могут получить до пяти лет тюрьмы и штраф в €75000.
В апреле 2019 года во Франции вступил в силу закон, который вводит наказание для тех, кто появится на митингах в масках или с закрывающим лицо платком. Размер штрафа до €15000. В этом законе также приняты правила обысков в районах проведения манифестаций для выявления предметов, которые могут использоваться в качестве оружия.

### Швейцария
Статья 22 Конституции Швейцарии гарантирует свободу собраний.
В Швейцарии проведение митингов и демонстраций регулируется законами кантонов. В Женеве участникам несанкционированных митингов, а также тем, кто нарушает правила проведения разрешённых мероприятий, может быть выписан штраф в 100 тысяч швейцарских франков ($101 000). Власти имеют право изменять маршруты уличных маршей при выявлении риска для людей и их имущества, в том числе запрещать демонстрации в центре города. Нарушителям правил могут запретить участвовать в акциях на срок до пяти лет.

### Финляндия
Конституция Финляндии устанавливает право проводить собрания и демонстрации и участвовать в них без разрешения.
Согласно закону о массовых собраниях, организатор должен подать уведомление за 24 часа до проведения собрания. Собрание может проводиться на открытом воздухе на общественной площади, улице или другом общественном месте, подходящем для целей собрания, без разрешения владельца. Владелец может ограничить использование такого места для проведения собрания, если ожидается, что организация собрания нанесёт неоправданный вред владельцу или окружающей среде. В случае угрозы безопасности людей или имущества, либо если того требует движение транспорта, полиция может приказать изменить маршрут шествия или перенести мероприятие в более подходящее место.

### Швеция
В Швеции действуют «Закон о полиции 1984 года № 387», «Закон об общественных собраниях 1956 года № 618» и «Устав общественного порядка № 617», кроме того существует ряд других нормативных актов и служебных инструкций, уточняющих и конкретизирующих данные законы. Для проведения демонстрации или митинга численностью более 15 человек необходимо получить разрешение от полицейских властей основного, низшего звена, которым организаторы мероприятия подают заявление не позднее, чем за 7 дней до его проведения. В заявлении должны содержаться сведения об организаторах, времени и месте собрания, его характере и организационных формах, включая необходимые меры безопасности и порядка проведения. При этом, если митинг или демонстрация будут разогнаны полицией в связи с нарушением закона (возможная угроза государству, нарушение общественного порядка и т. п.), то последующие просьбы организатора данного собрания о разрешении проведения нового мероприятия будут рассматриваться более тщательно, либо будут отклонены.

### Россия
В соответствии с Конституцией России, граждане имеют право собираться мирно, без оружия, проводить собрания, митинги и демонстрации, шествия и пикетирование; это право может быть ограничено федеральным законом только в той мере, в какой это необходимо в целях защиты основ конституционного строя, нравственности, здоровья, прав и законных интересов других лиц, обеспечения обороны страны и безопасности государства.
Демонстрации и протесты дополнительно регулируются Федеральным законом Российской Федерации № 54-ФЗ «О собраниях, митингах, демонстрациях, шествиях и пикетированиях». В соответствии с ним, демонстрация — это организованное публичное выражение общественных настроений группой граждан с использованием во время передвижения плакатов, транспарантов и иных средств наглядной агитации. Если ожидается, что в публичном собрании участвуют более одного участника, его организаторы обязаны уведомить исполнительные органы или органы местного самоуправления о предстоящем мероприятии за несколько дней в письменной форме. Однако законодательство не предусматривает процедуру разрешения, поэтому власти не имеют права запрещать собрание или менять его место, если только это не угрожает безопасности участников или не планируется проводить вблизи опасных объектов, путепроводов, железнодорожных магистралей, трубопроводов, высоковольтных линий электропередачи, территории, непосредственно прилегающие к зданиям суда, тюрьмам или в зоне пограничного контроля. Право на собрания также может быть ограничено в непосредственной близости от культурных и исторических памятников.

### США
В США законы, регламентирующие проведение массовых акций, принимаются на уровне штатов. Властям допускается регулировать время, место и порядок проведения собраний. В большинстве штатов предусмотрены длительные сроки рассмотрения заявок на организацию массовых мероприятий — до 30-90 дней. Отдельные штаты и крупные города устанавливают плату за разрешение на проведение публичных акций (от $25 до $300). Выдача разрешений о проведении мероприятий производится по обязательному согласованию органов пожарной охраны, транспорта и полиции. При наличии согласия всех этих органов муниципалитет выдаёт организаторам специальный сертификат, удостоверяющий их официальное право на проведение манифестации. Сертификат должен быть предъявлен организаторами по первому требованию представителей полиции или других официальных представителей муниципалитета.
В Нью-Йорке за проведение митинга или демонстрации в парке нужно заплатить $25, при проведение массового мероприятия на улице бесплатно. За создание неудобств, препятствий движению транспорта осознанно или по неосторожности, а также в случае невыполнения требований сотрудника правопорядка предусмотрен штраф (в основном от $500 до $5000), или тюремное заключение до полугода. Власти Нью-Йорка имеют право отклонить прошение о проведении митинга, если в нём отсутствуют точные сведения о состоявшихся и планируемых на будущее аналогичных мероприятиях под эгидой этих же организаторов. Если в акции планируется участие нескольких организаций, то для каждой из них требуется отдельное разрешение.
В Сан-Франциско стандартная анкета, заполняемая организаторами акции, содержит сведения о цели, месте встречи, схеме передвижения, описание видов технических и звуковых средств, используемых в ходе манифестации. Кроме того, заявитель подписывается под тем, что в случае нарушения сроков и времени проведения акции, а также действующих законов любым из его участников, митинг может быть досрочно прекращён властями. В приложении к заявке подписант обязуется создать все необходимые условия для пикетчиков, предусмотрев возможность участия инвалидов и людей с ограниченными возможностями.
В феврале 2012 года согласно федеральному закону HR 347, установлен запрет на проведение несанкционированных мероприятий в правительственных кварталах, у административных зданий и т. д. За участие в подобных акциях можно получить наказание в виде штрафа и лишения свободы на срок до одного года. Если протестующий вооружён или имеет предметы, которые могут быть использованы как оружие, срок заключения увеличивается до 10 лет.
В 2017—2019 годах семь штатов (Техас, Луизиана, Оклахома, Теннесси, Индиана, Северная Дакота и Южная Дакота) приняли законы, которые ужесточают наказания для активистов, протестующих против строительства нефте- и газопроводов и другой «критической инфраструктуры». Наказанием за участие в таких акциях является штраф до $500 000 или заключение на срок до 10 лет.

### Канада
Вторая часть Канадской Хартии прав и свобод перечисляет фундаментальные права, включая право на мирные собрания.
В некоторых городах требуется разрешение на проведение демонстрации.

### Зимбабве
В Зимбабве действует «Законом об общественном порядке и безопасности от 2002 года (с поправками от 2007 года)». Согласно закону организаторы обязаны уведомить о митинге регулирующий орган по месту его проведения за четверо суток. При несоблюдения этого условия им грозит штраф на сумму до $200 и тюремное заключение до шести месяцев. Аналогичное наказание могут получить лица, не выполнившие приказ полиции разойтись. При проведении демонстрации без разрешения властей её организаторы могут получить наказание в виде штрафа до $400 и тюремного заключения до одного года.

### Сингапур
В Сингапуре в соответствии с «Законом об общественном порядке 2009 года (в редакции 2012 года)» требуется разрешение полиции на проведение собрания, если оно планируется в общественном месте или если на него приглашены представители общественности. За проведение мероприятий без разрешения властей организаторам установлен штраф до 20000 сингапурских долларов ($14500) и/или 12 месяцев тюрьмы. Участникам несанкционированной акции грозит штраф в 5000 сингапурских долларов ($3600), за нарушение правопорядка и неповиновение сотрудникам правопорядка — 10000 сингапурских долларов (около $7200) и/или шесть месяцев заключения.

### Таиланд
В Таиланде по принятому в мае 2015 года «Закону о публичных собраниях», организаторы митинга должны уведомлять полицию о цели, месте и времени проведении акции за 24 часа. Запрещены публичные собрания в радиусе менее 150 м от мест проживания короля, членов королевской семьи и их гостей, а также вблизи зданий парламента, правительства, судов, посольств, консульств и международных агентств. В случае проведения митинга нельзя блокировать входы и выходы правительственных учреждений, аэропортов, портов, автобусных и железнодорожных станций, больниц и нарушать их работу. Отказавшимся расходиться по требованию полиции, установлено тюремное заключение на срок до года и максимальный штраф в размере 20000 батов (около $600). За проведение несанкционированных акций предусмотрен штраф до 10000 батов (около $300) и лишение свободы до шести месяцев. За ношение оружия, незаконное проникновение в здания и нанесение им ущерба, угрозы и причинение вреда другим лицам, а также за любые повреждения коммуникаций грозит до 10 лет лишения свободы.

### Япония
В Японии митинги и демонстрации проводятся только с разрешения органов публичного управления. В случае возникновения обстоятельств, затрудняющих обеспечение общественного порядка в районе проведения массового мероприятия, органы управления могут отменить своё решение о разрешении проведения демонстрации, либо выдвигать дополнительные условия об изменении даты, места, времени, маршрута демонстрации, обязаны заблаговременно известить об этом организаторов мероприятия. Если при подачи заявления организаторы мероприятия умышленно исказили сведения о планируемом мероприятии или о лицах, в нём участвующих, либо при проведении мероприятия с нарушением ранее оговорённых условий организаторы манифестации могут быть привлечены к уголовной ответственности, которая может иметь вид штрафа до 50000 иен (около $500) либо одного года принудительных работ или тюремного заключения на тот же срок. По японскому закону, лица, нарушившие любое из условий проведения демонстрации, немедленно подвергаются аресту. Предусматривается уголовная ответственность за осуществление насилия или угрозы насилия собравшейся толпой, а также за невыполнение приказа разойтись, отданного должностным лицом не менее трех раз.